# Slaven Kosanović Lunar
Slaven Kosanović Lunar (Zagreb, 24. rujna 1975.), hrvatski umjetnik grafita, grafički dizajner, grafiter i umjetnik koji je proizašao iz rane hrvatske graffiti scene. 
Radovi mu krase gradove kao što su Amsterdam, Atenu, Auckland, Berlin, Hanoi, Havanu, Lisabon, London, Melbourne, New York, Oslo, Pariz, Saigon, Seoul, Sydney i Tokio. Osim crtanja i slikanja grafita, istakao se i klasičnim tehnikama slikanja kistom, u tehnici akrila na platnima velikoga formata, koristeći "svoje prepoznatljive životinje, mačke, koje lete u balonima nebeskim prostranstvima".

## Životopis
Rođen 24. rujna 1975. u Zagrebu gdje je završio osnovnu školu, gimnaziju i studirao na Grafičkom fakultetu.
Od ranog djetinjstva voli crtati, a 1989. na obiteljskom putovanju u Berlin oduševljava se grafitima te ih i sam počinje slikati.
Inspiriran hip hop kulturom osniva početkom 1992. s prijateljem Krešimirom Budenom 2Fastom graffiti-hip-hop-skupinu YCP (Yo Clan Posse, kasnije se koriste imena Young Croatian Playboys, Your Cheeky Pals i dr.), a 1993. slika svoj prvi samostalni graffit.
- 2000. – 2010. dizajner u studiju Hyper, a zatim u agenciji MCCann Erickson.
- 1994. – 2009. radi za razne naručitelje: grad Čakovec, NK Osijek, Pomorski fakultet u Dubrovniku, HT-u, Ballantine's, Shoe Be Do, Nissan, Maxell, Menart, Electrolux, Levi's i dr.
- 2003. postaje član ULUPUH-ove sekcije za grafički dizajn.[2]Iste godine osniva udrugu HHH (Hrvatski hip hop) i 5 godina zaredom s Damirom Stupnišekom organizira ogranak najvećeg svjetskog festivala graffita, Meeting of Styles.
- 2006. pa nadalje aktivno sudjeluje na projektima nevladine organizacije Hope Box iz Nizozemske, koja djeci s lošim životnim uvjetima daje mogućnost likovnog izražavanja i odgovarajućeg obrazovanja. Sudjelovao je u projektima u Gruziji, Vijetnamu, Kolumbiji, na Kosovu i Kubi.
- 2009. otvara vlastitu firmu Lunar dizajn.
- 2010. Za izložbu Meštart u galeriji Klovićevim dvorima (kustosica Barbara Vujanović) okuplja autore Marko Zets Prpić,[3] Aleksandar Angel Milivojević,[4] Filip Morka Burburan,[5] Ronald Aleksander Lindgreen.[6]
- 2012. Kao član Art Directors Cluba Hrvatske sudjeluje u žiriranju na Art Directors Awards[7] u Barceloni
- 2014. projekt Jack in the Arts. (umjetnici: Rienke Enghardt ), Zedz, The London Police, Alexander Stan Shimanov, Edward Tizer Shearon, CMP One, Won, Flying Fortress
- 2015. projekt 'Proljetno prašenje' u Studentskom centru(umjetnici: Krešimir 2Fast Buden, Lonac, Thiago Goms,  Artez, Popay -Juan Pablo de Ayguavives, Saturno, Hrvb The Weird, Dxtr The Weird.

## Izbor samostalnih izložbi
- 2003. Beastz'n Bugz, Kulturni centar Centra Kaptol, Zagreb, Hrvatska
- 2006. Beastz'n Bugz, Invisible NYC Gallery,New York, SAD
- 2007. Iki,Shibuya Camp, Tokio, Japan
- 2009. Promatranje ptica, Galerija Vladimir Nazor, Zagreb, Hrvatska
- 2013. Golden Age of Ballooning, Galerija Boonika,[8] Zagreb, Hrvatska
- 2013. Pop-up Exhibition, Kunsthalle Platoon, Seoul, Južna Koreja
- 2013. 400 (izložba fotografija s bratom Ivom Kosanovićem), Galerija Boonika,[9] Zagreb, Hrvatska
- 2015. Kontinenti, Galerija Karas,[10] Zagreb, Hrvatska

## Izbor grupnih izložbi
- 1994. Pisanica s razlogom, / Klovićevi dvori, Zagreb, HR
- 1996. A Tribute to Style,  Kahlmann Museum, München, SRNJ
- 1998. Crossing Bridges, Klub Insel, Berlin, SRNJ
- 1998. Graffiti,  Moderna galerija, studio Josip Račić, Zagreb, HR
- 2005. Umjetnost ulice:10 godina graffita u Zagrebu,  Muzej grada Zagreba, Zagreb, HR
- 2005. Graff-ite,  Crewest Gallery, Los Angeles, SAD
- 2006. Balkan Express,  Galerija Collegium Artisticum, Sarajevo, BiH
- 2006. Hope Box Project, Go Gallery, Amsterdam, Nizozemska
- 2007. Spray,  Mehrin Gallery, Teheran, Iran
- 2007. The Walls Belong to us,  an art benefit for Alan Ket's legal defense, Powerhouse Arena Brooklyn, New York, SAD
- 2007. Hope Box Ice Cream Event,  Mai Gallery, Hanoi, Vijetnam
- 2007. Hope Box Christmas Ice Cream Event,  Oude Kerk, Amsterdam, Nizozemska
- 2008. Hope Yourself,Go Gallery, Amsterdam, Nizozemska,
- 2008. Aerosol Symphonies 2,  Go Gallery, Amsterdam, Nizozemska
- 2008. 400 ml,  La Maison des Metallos, Paris i drugi gradovi, Francuska
- 2008. HBX International Day of Peace,  Ajara nacionalni muzej, Batumi, Gruzija
- 2008. Hope Box,  Tbilisi International Airport, Gruzija
- 2009. Hip Hop Lives Here, Auckland, Novi Zeland
- 2010. Bijenale hrvatske ilustracije, (grupna), Klovićevi dvori, Zagreb, HR
- 2011. Expo for Mattia, Palazzo Filangieri,Napulj, Italija
- 2011. Meštart on Board,  Muzej suvremene umjetnosti, Split, HR

## Izbor objavljenih radova / časopisi
- Star Wars Insider (USA),
- Croatia Airlines Inflight Magazine, Forbes (Croatia),
- DJ Magazine (Italija),
- Playboy (Croatia), Kontejner,
- Časopis za kritiko znanosti (Slovenija),
- Maxim (Srbija), Belio (Španjolska),
- Carpe diem (Grčka), Blazing (Francuska),
- Backspin, Stylefile (Njemačka),
- Under Cover, Graphotism (UK),
- Indole, Stylebusters (Italija),
- Urban Roots (Rusija),
- Code Red (Rusija),
- Outdoor Advertising (Indija),
- Balcans magazine (Turska)

## Izbor objavljenih radova / Knjige
- Nicholas Ganz: Nicholas Ganz: Graffiti World - Street Art from 5 Continents / 2002. /
- Thames & Hudson / (USA, Njemačka, Španjolska, Nizozemska, UK, Japan) /  Str. 316 / 317
- Dropdrop agency: The Book of Tags[neaktivna poveznica] (Francuska) / 2005 / Kitchen 93, Bagnolet, Francuska / Str. 86
- Alan Ket: Graffiti Planet: The Best Graffiti from around the World / 2007. / Michael O’ Mara Books Ltd. London / str. 11
- Alan Ket: Street Art: The Best Urban Art from around the World / 2011. / Michael O’ Mara Books Ltd. London
- Manuel Gerullis: Meeting of Styles, volume 1 / 2013 / From Here to Fame, Berlin, Njemačka / Str. 86
- Ozan KmrOne Ay: Style is the Message / 2013 / Izmir, Turska / Str. 48
- FatCap: Graff’ L’art de rue a colorier / 2014 / Hachette, Francuska /
- Steam 156: 100 European Graffiti Artists  Arhivirana inačica izvorne stranice od 30. ožujka 2016. (Wayback Machine) / 2014 / Schiffer, London / Str. 102, 103
- Darren Church Kalis: Hello my Name is Project / 2016 / RAW Inc, Sydney, Australia / Str. 63
- David Villorente & Sacha Jenkins: World Piecebook – Global Graffiti Drawings (USA) / Prestel, New York, USA / Str. 37

## Javni nastupi
- Konferencija TED X Zagreb, 2015.
- Konferencija Pecha Kucha, Osijek, 2013.

## Predavanja
- Predavanje studentima u sklopu projekta Hop Box / Escuela Nacional de Bellas Artes "San Alejandro" / Havana / 2014.
- Predavanje studentima Erasmusa / Krško / 2014.
- Centar za kulturu i film August Cesarec / Zagreb 2015.
- Zagrebački forum o urbanoj sigurnosti / Ministarstvo gospodarstva / Zagreb 2015.
- Gymnasium Fürstenfeld / Studenti Erasmusa I srednjoškolci 2015.
- Predavanje studentima Erasmusa u sklopu programa Media and the City / Fakultet političkih znanosti   /Zagreb 2016.
- IFCC – Independent festival of creative communication / Zagreb 2016.
- Klub Lazareti  Arhivirana inačica izvorne stranice od 7. prosinca 2016. (Wayback Machine) / Dubrovnik 2016.
- Grafički fakultet / Zagreb 2016.

## Video snimke
- Lunar YCP Interview
- FOX Outcast Art at Francuski Paviljon Zagreb with Slaven Lunar Kosanovic
- Slaven Lunar - graffiti artist for Zagreb 2020
- VIDEO: SLAVEN KOSANOVIĆ LUNAR Pogledajte u minuti kako nastaje mural slavnog hrvatskog graffiti umjetnika
- Otvorenje izložbe "400" - Lunar i Smack[neaktivna poveznica]
- Grafiti - umjetnost ili vandalizam?  Arhivirana inačica izvorne stranice od 11. studenoga 2016. (Wayback Machine)

## Intervjui
- http://www.widewalls.ch/lunar-interview/
- http://deerbrains.blogspot.hr/2010/05/interview-with-slaven-lunar-kosanovic.html
- http://creativeroom4talk.com/interview-slaven-kosanovic/  Arhivirana inačica izvorne stranice od 6. prosinca 2015. (Wayback Machine)
- http://sweet-station.com/blog/2009/02/interview-lunar/
- http://fashionbabica.blogspot.hr/2012/11/i-had-little-chat-with-lunar-check-out.html  Arhivirana inačica izvorne stranice od 7. ožujka 2021. (Wayback Machine)
- http://budiin.24sata.hr/news/slaven-lunar-kosanovic-biti-umjetnik-znaci-imati-potrebu-nesto-reci-6424  Arhivirana inačica izvorne stranice od 7. ožujka 2021. (Wayback Machine)
- http://www.ziher.hr/intervju-slaven-lunar-kosanovic-i-njegov-svijet-kreativnosti/
- http://www.grazia.hr/people/intervjui/slaven-kosanovic-lunar-dosta-se-ljudskih-plusova-i-minusa-ponavlja-globalno  Arhivirana inačica izvorne stranice od 3. rujna 2016. (Wayback Machine)
- http://arteist.20minuta.hr/talent-je-bitan-iskljucivo-za-usmjerenje-za-sve-ostalo-je-zasluzan-uporan-rad/%5Bneaktivna+poveznica%5D

## Internetske stranice
- http://www.lunar75.com
- http://www.widewalls.ch/artist/lunar/
- http://instagram.com/slavenlunar
- https://www.facebook.com/slavenlunar
- https://www.facebook.com/slaven.lunar.kosanovic
- https://www.linkedin.com/in/slaven-lunar-kosanovic-8b2359b%5Bneaktivna+poveznica%5D
- https://www.saatchiart.com/lunar
- https://www.etsy.com/people/slavenlunar
- http://ekosystem.org/tag/lunar
- http://www.mixcloud.com/slavenlunar/

## Galerija djela
- "Ilustracija od čepa" koja su učenici i stićenici sakupili za reciklažu
- "Splash"Ilustracija na omotu za skulpturu Kreše Budena
- "Left and right" Otisak u 12 boja, 70x50cm, edicija 50 komada
- "Sneaker catso"Instalacija napravljena od recikliranih tenisica za Shooster
- "Woke up on a good day and the world was wonderful"Bogota 2016
- "Moskva" Ovitak za Cd riječke grupe 'Moskva'
- "Cat plate" Ilustracija u pečenom staklu za Bokart, Zagreb
- "Rhytm of the saints" Mural posvećen Josipu Reihl-Kiru, Osijek
- "Star Wars" (Suradnja s Loncem) i djeca iz O.S. Mokošica, Dubrovnik
- "Sweet 16" / Zagreb
- "Tesla" (Suradnja s Lovepusherom), Perusić
- "Tropicat" - Havana